# Dungannon
Dungannon (en irlandais Dún Geanainn) est une ville du comté de Tyrone en Irlande du Nord. C’est la troisième plus grande ville du comté après Omagh et Strabane. La ville comptait 16 361 habitants lors du recensement de 2021.

## Histoire
Au début des années 1600, Dungannon fut la capitale de l’Irlande car c’était le lieu de résidence officiel du roi d’Irlande Hugh O'Neill.
La convention de Dungannon réunit le 15 février 1782 les délégués des Volontaires irlandais exigeant l'autonomie législative du Parlement irlandais. Le mouvement est soutenu par Henry Grattan. Rockingham, Premier ministre de Grande-Bretagne, veut éviter au lendemain de l'Indépendence américain un nouveau conflit aux portes mêmes du royaume, fait abolir la Poyning'sLaw de 1494 et le Declaratory Act de 1719. Le Parlement d'Irlande obtient de droit de légiférer en toute liberté, même si l'autorité du Lord-lieutenant reste intacte. 
Une des plus célèbres personnes de la ville est sans conteste Tom Clarke, le premier signataire de la proclamation d’indépendance de la république irlandaise (Poblacht na hÉireann as gaeilge) en 1916. Clarke fut un des principaux leaders du soulèvement de Pâques 1916 et fut exécuté par les autorités britanniques le 3 mai 1916 à l'âge de 59 ans à la suite du soulèvement. En hommage, le club de sports gaélique de la ville porte son nom.

## Recensement de 2011
Dunganon a été classée parmi les villes moyennes par le NISRA (Northern Ireland Statistics and Research Agency), c’est-à-dire ayant entre 10 000 et 18 000 habitants.
Le 29 avril 2001, jour du recensement, 11 139 personnes habitaient à Dungannon. Parmi eux :
- 23,14 % étaient âgés de moins de 16 ans et 12,40 % étaient âgés de plus de 60 ans.
- 50,07 % étaient des hommes et 49,93 % des femmes
- 63,11 % se considéraient comme catholiques et 33,03 % comme protestants.
- 4,88 % des personnes de 16 à 74 ans étaient au chômage[3].

## Sites
Hill of The O'Neill est un site utilisé par les souverains, les nobles et les armées comme une forteresse pour dominer la région, un endroit d'où ils pouvaient influencer tout l'Ulster. On pense qu'au moins deux châteaux ont été construits sur le site, ainsi qu'un grand manoir et une ville fortifiée. Ranfurly House présente une exposition multimédia qui explique l'importance de la colline dans l'histoire irlandaise et européenne.
Donaghmore High Cross, croix celtique d'environ 5 mètres de haut, l'une des plus belles d'Irlande, datant du Xe siècle. La face Est représente des scènes de la vie du Christ, telles que les noces de Cana, le miracle des pains et des poissons et l'arrestation du Christ.
Le parc de Dungannon s'étend sur 28 hectares ; il est centré autour d'un lac, avec des kilomètres de sentiers et des vues sur les townlands environnants.
À proximité, dans le comté voisin d'Armagh, l'Argory (en), ancienne demeure (1820) à flanc de colline ouverte sur les jardins et le domaine boisé de 130 hectares bordant la rivière Blackwater (en) qu'il est possible de longer, notamment jusqu'au Bond's Bridge, datant de l'ère industrielle.  

## Sport
La ville abrite le Dungannon RFC, club de rugby champion d'Irlande en 2001.

## Personnalités liées à la commune
- Henry W. Oliver, (1840-1904), industriel de l'acier
- Sœur Nivedita (1867-1911), auteure, enseignante et disciple de Vivekananda
- Darren Clarke (1968 - ), golfeur
- Mercy Hunter (1910-1989), artiste, calligraphe et enseignante nord-irlandaise, est morte à Dungannon
- Kris Meeke (1979 - ), pilote de rallye

## Galerie

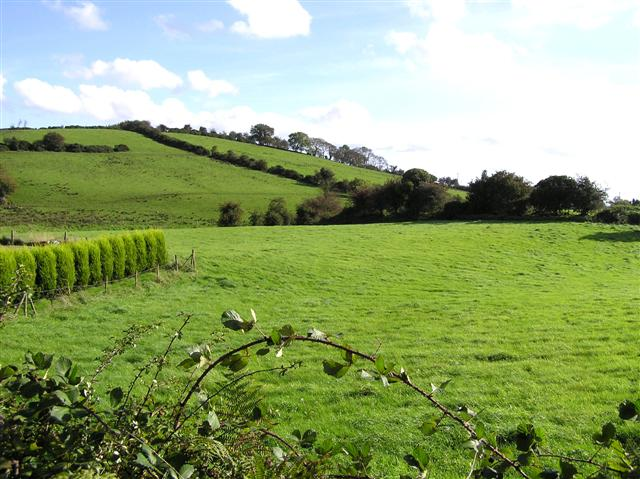
Curran Townland.
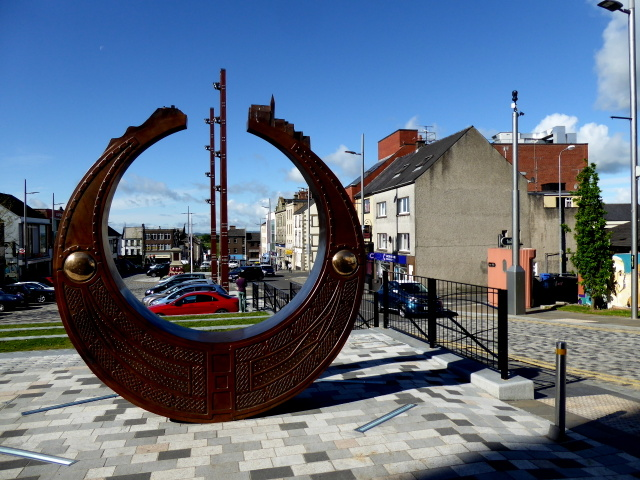
Market Square.
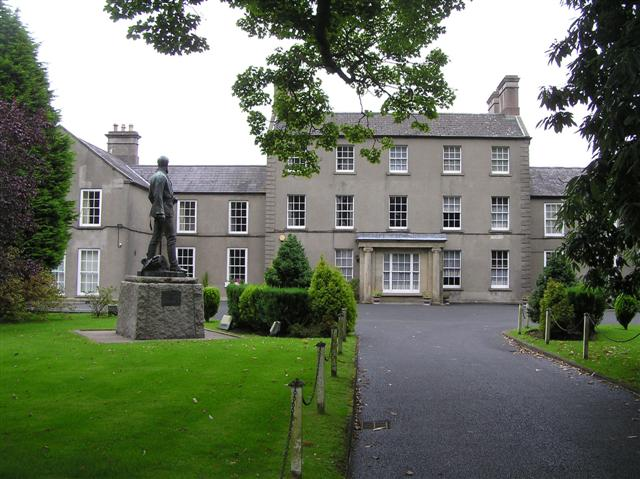
Dungannon Royal School.
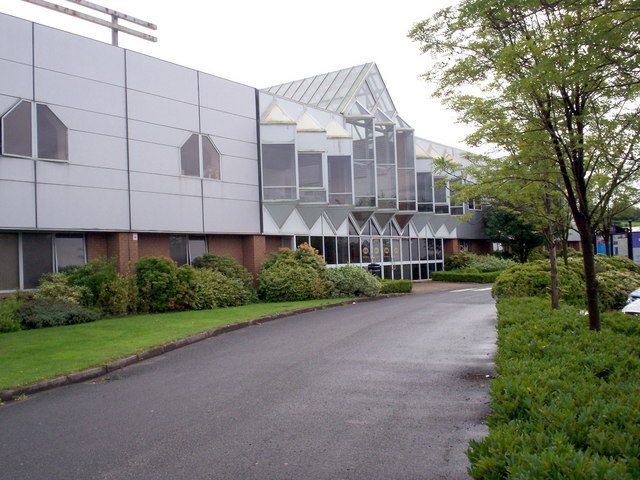
Tyrone Crystal Factory.
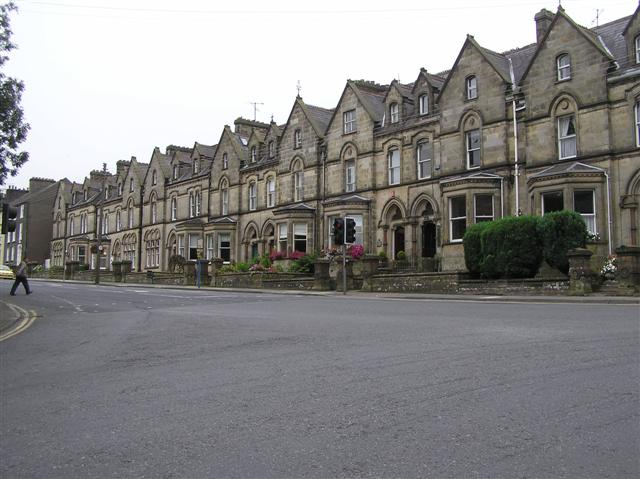
Howard Terrace.